# Platja dels Pins
La platja dels Pins és una platja de la costa del Maresme, situada al municipi de Pineda de Mar (Maresme). Pel seu extrem nord limita amb la platja de les Dunes de Santa Susanna i pel seu extrem sud limita amb el pluvial de davant del carrer Santiago Rossinyol, que la separa de la platja dels Pescadors. Té una longitud de 550 m i una amplada mitjana de 60 m de sorra gruixuda i pendent d'entrada a l'aigua moderat. El seu nom fa referència a la petita pineda que es troba a la platja. Transcorre paral·lela a la via del tren i s'accedeix a ella mitjançant uns túnels.
A la platja hi ha el Club Nàutic i la Base Nàutica, on es poden practicar activitats nàutiques. Disposa de servei de socorrisme i de vigilància policial a l'estiu, guinguetes a peu de platja, i una zona nudista senyalitzada.